# Forza Motorsport 3
Forza Motorsport 3 es un videojuego de carreras desarrollado para Xbox 360 por Turn 10 Studios. Fue lanzado en octubre de 2009. Es la secuela de Forza Motorsport 2 y la tercera entrega de la serie Forza Motorsport. El juego incluye más de 400 coches personalizables (más de 500 coches en la versión Ultimate Collection) de 50 fabricantes y más de 100 variaciones en pistas de carreras con la capacidad de correr hasta 8 coches a la vez.

## Sistema de juego
Las nuevas adiciones al juego incluyen: una vista de conducción en el interior del coche, un botón de conducción asistida (retroceder el tiempo), vuelco total del vehículo (a diferencia de títulos anteriores, donde solo se volcaban de lado), simulación real de derrape, y SUV's (en su mayoría crossovers). Otra de las novedades de la serie es la adición de autos stock (aunque genéricos). Además, el juego también cuenta con la habilidad de pintar los coches de carreras y mejorarlos al límite, mientras que Forza Motorsport 2 solo se permite para los vehículos de producción. También se incluye la capacidad de mejorar los autos de producción al nivel de autos de carreras (representada por los índices de rendimiento R2, R3, y R1), mientras que Forza Motorsport 2 no, así como la capacidad de crear vídeos en el juego y subirlos a la página web de Forza Motorsport. Forza Motorsport 3 viene con dos discos, pero solo utiliza uno para el juego. El segundo disco sirve como el "disco de instalación", que contiene vehículos extra y pistas adicionales, 1.9GB en total. Forza Motorsport 3 es compatible solo con 2 volantes de carreras: El inalámbrico de Microsoft y el Porsche 911 Turbo S hecho por Fanatec. El Logitech G25 y G27 no son compatibles.

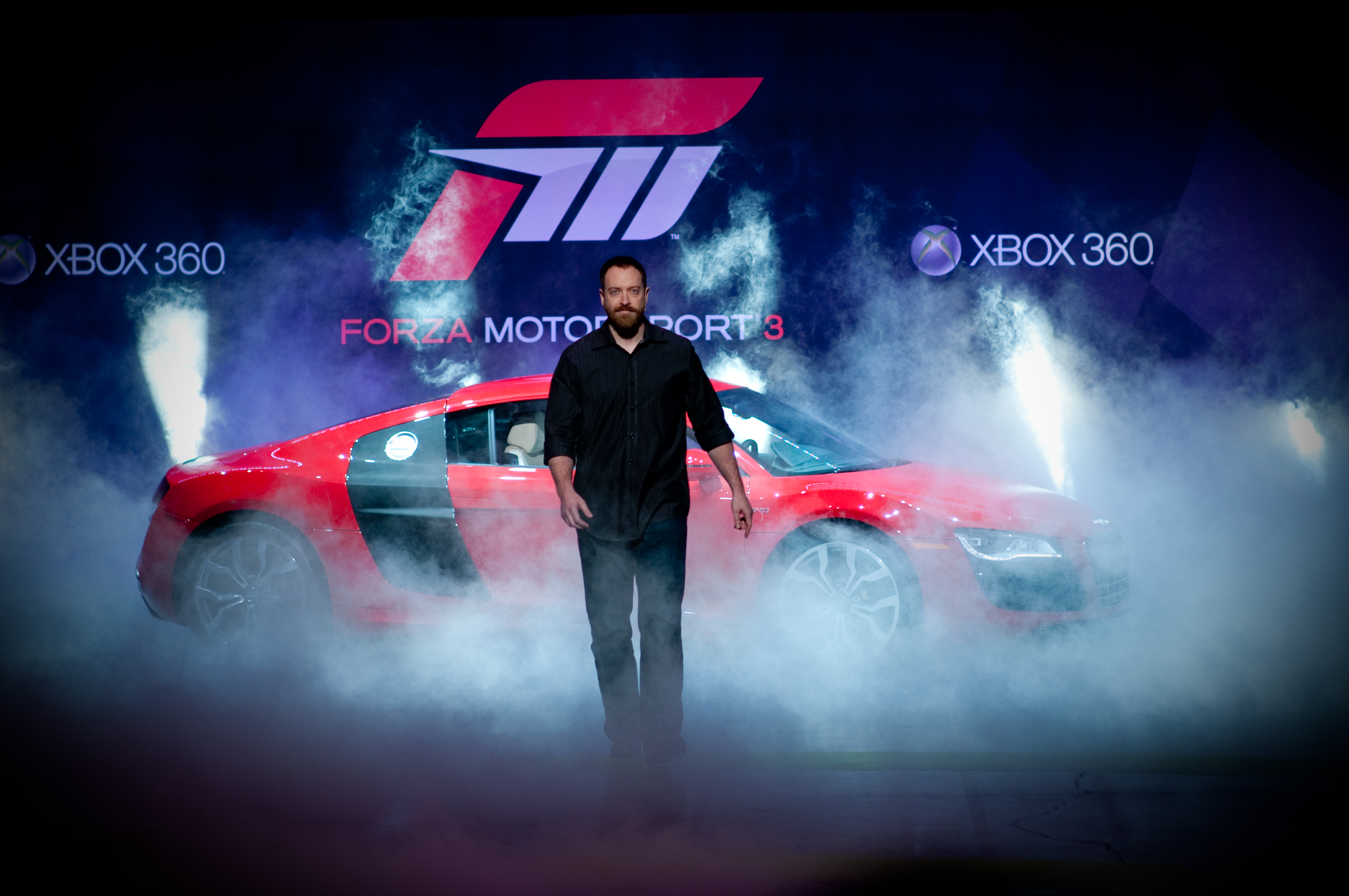
Dan Greenawalt presentando Forza Motorsport 3 en el E3 2009

El nuevo modo temporada para un jugador, pone al jugador a través de un calendario de carreras totalmente personalizado que incluye más de 200 eventos diferentes, incluyendo circuito, óvalo, drag, derrape, y eventos programados personalizados al gusto del jugador. Turn 10 Studios también ha confirmado que el Circuito de la Sarthe (famoso por las 24 Horas de Le Mans) está incluido.
Además, el modo de multijugador en línea tiene ahora un nuevo editor de reglas. Los nuevos marcadores en Xbox Live no muestran solo los mejores corredores, sino también los más prolíficos autos modificados, y los mejores pintores de la comunidad.
En la Conferencia de Microsoft Press en el E3 2009, Turn 10 mencionó una característica de rebobinado (como el "flashback" en Race Driver: Grid y Colin McRae DiRT 2), pero no divulgó detalles. Más tarde se reveló en el consejo de cobertura E3 2009 que la función de rebobinado permite a los jugadores volver el tiempo atrás para corregir errores realizados en la pista. La característica de rebobinado no tiene límite de uso, pero después de usarlo no puede ser utilizado de nuevo para los próximos 30 segundos. Es una de las muchas asistencias en Forza Motorsport 3.
Durante otra entrevista en el E3 2009, el director de juego Dan Greenawalt reveló que el motor de física actualización incluirá la deformación de los neumáticos, y la capacidad para volcar por completo el coche. También incluyó que existe una "presión" por parte de la IA, en función de la dificultad, se cometen más errores cuando se está bajo presión. Además de las mejoras a la A.I. y la física, el nuevo Modo de Foto presenta 10 veces más polígonos en cada modelo de automóvil, y las resoluciones de las texturas son cuatro veces más altas que antes. Además, se confirma que el juego funcionará a 60 fotogramas por segundo.
La entrevista también reveló que habrá varios marcadores de conductor con clasificación en pintura y tuning. Habrá una función de editor de vídeo disponibles. Dan Greenawalt declaró que el Proyecto Blackjack, el equipo que hizo un tráiler E3, utiliza tarjetas de captura para hacer sus vídeos. Los jugadores también podrán crear sus propias reglas para la carrera, pero solo en los partidas privadas. A diferencia de sus predecesores Forza Motorsport 3 no es compatible con System Link.

## Xbox Live
Forza Motorsport 3 incluye una gran variedad de contenido de Xbox Live y opciones disponibles para los jugadores en línea. Se permite a los jugadores crear diseños de vehículos, archivos de configuración, logotipos, y venderlos a través del "escaparate" a otros jugadores. Hay mucha flexibilidad, permitiendo a los jugadores seleccionar el número de cada diseño o los logotipos que estarán disponibles. La característica de escaparate no está disponible para miembros de Xbox Live Silver. Los usuarios de Xbox Live también pueden comprar y vender coches a través de la "casa de subastas". Los coches están condicionados a una cierta cantidad de tiempo y dinero en el juego.

## Publicación

### Versiones Disponibles
Dos ediciones de Forza Motorsport 3 están disponibles: la Estándar y Edición limitada. La Edición limitada consta de: una memoria USB marca Forza, un llavero marca Forza, una membresía VIP para su uso en la casa de subastas en línea y el escaparate de la Comunidad, un pack de cinco coches exclusivos y un tema para la Xbox 360.
En septiembre de 2009, Microsoft anunció una edición especial limitada de Xbox 360 para Forza Motorsport 3. La unidad incluye un disco duro de 250 GB, dos mandos inalámbricos, un auricular con cable, y la versión estándar del juego.
En octubre de 2010, la versión Ultimate Collection fue liberada, incluye todos los DLC junto con varios coches nuevos, incluyendo el Plymouth Barracuda, Jaguar D-Type, Lancia 037 y el Porsche 550.

### Contenido Descargable
Un código canjeable incluido con nuevas copias del juego para un DLC gratuito conocido como el "Legends Motorsports Car Pack", que incluye 10 coches clásicos (como el Chevrolet Corvette de 1960, 1964 Aston Martin DB5, y el Shelby Daytona) y dos pistas extra. Un especial Hyundai Genesis Coupé Pack DLC fue lanzado de forma gratuita el 17 de noviembre de 2009, contiene tres versiones del coche. El primer contenido de paga descargable para Forza Motorsport 3 se puso a disposición el 8 de diciembre de 2009. Es conocida como "Hot Holidays" e incluye el Ferrari 458 Italia 2010 y 2010 Nissan GTR Spec V.
El 14 de diciembre de 2010, el paquete "Community Choice Classics " fue liberado para su descarga. Incluye el DeLorean DMC-12, AMC Javelin, Chevrolet El Camino, De Tomaso Pantera, BMW 2002, y Ferrari 250.

## Banda sonora
En diciembre de 2009, la banda sonora de Forza 3 compuesta por Lance Hayes (conocido como DJ Drunken Master) se hizo disponible en las tiendas y como descarga digital en Sumthing Digital y iTunes, con una selección de 12 temas (más de una hora de música). La versión utilizada en el juego contiene 18 temas y más de 90 minutos de música, junto con una orden de reproducción diferentes.
| Track listing |                                 |          |  |
| N.º           | Título                          | Duración |  |
| 1.            | «Riding the Rail»               | 4:54     |  |
| 2.            | «Visual Installation»           | 5:39     |  |
| 3.            | «Japanese Four Star»            | 4:50     |  |
| 4.            | «Base Telemetry»                | 5:35     |  |
| 5.            | «Additional Controller»         | 5:22     |  |
| 6.            | «Superleggera»                  | 5:32     |  |
| 7.            | «Dialed-In»                     | 5:42     |  |
| 8.            | «Elapsed Time»                  | 5:29     |  |
| 9.            | «Van Air»                       | 5:29     |  |
| 10.           | «Road Side»                     | 5:13     |  |
| 11.           | «This Final Lap»                | 5:34     |  |
| 12.           | «X Track»                       | 6:34     |  |
| 13.           | «Borrowed Time Feat. Sub Focus» | 4:42     |  |
| 65:53         |                                 |          |  |

## Recepción
Forza 3 fue muy elogiado por la crítica. En GameRankings, el juego tiene una calificación global de 91.98%, basado en 63 comentarios, mientras que en Metacritic, el juego tiene una calificación global de 92 sobre 100, basado en 87 comentarios. IGN lo llamó "uno de los mejores juegos de carreras de esta generación". La crítica provino principalmente de que la parrilla de autos es más pequeña que los juegos de su rival (solo 8 coches), la incapacidad de los usuarios para afinar sus vehículos durante las carreras multijugador, y la incapacidad para crear sus propios carreras multijugador.
Forza 3 ha ganado numerosos premios. En el Spike Video Game Awards, fue nombrado el Mejor Juego de Conducción de 2009. Gamespot le concedió el Juego de Conducción del Año, y también recibió una nominación como Mejor juego de Xbox 360 del año. G4TV también lo premio como el Mejor juego de conducción de 2009, mientras que IGN nombró Mejor juego de conducción de la Xbox 360 del año.

### Premios
- En el 2009 Spike Video Game Awards, Forza 3 fue nombrado el Mejor juego de conducción.
- Forza 3 fue determinado por Gamespot como el mejor juego de conducción del 2009.
- Forza 3 clasificó con 9.5/10
- Forza 3 fue galardonado como Mejor Juego de Carreras de Xbox 360 del Año por IGN.[21]
- Forza 3 fue premiado por G4TV's como el mejor juego de carreras del 2009.[22]
- Forza 3 Forza 3 fue nombrado Mejor Juego de Carreras de CNNTech de 2009.[23]
- Forza 3 fue nominado para el Mejor juego de Xbox 360 del año por GameSpot.
- Forza 3 recibió el 2009 Crystal Award por ser el Mejor juego de Conducción del Año.[24]
- Forza 3 fue premiado como el Mejor Juego de Carreras de 2009 por GameTrailers.[25]